# Melchor Ocampo, Quintana Roo
Melchor Ocampo är en ort i Mexiko.   Den ligger i kommunen Felipe Carrillo Puerto och delstaten Quintana Roo, i den östra delen av landet, 1 100 km öster om huvudstaden Mexico City. Melchor Ocampo ligger 28 meter över havet och antalet invånare är 137.
Terrängen runt Melchor Ocampo är mycket platt. Runt Melchor Ocampo är det mycket glesbefolkat, med 4 invånare per kvadratkilometer. Närmaste större samhälle är Santa Rosa Segundo, 5,5 km söder om Melchor Ocampo. I omgivningarna runt Melchor Ocampo växer i huvudsak städsegrön lövskog.